# Acaena masafuerana
Acaena masafuerana är en rosväxtart som beskrevs av Friedrich August Georg Bitter. Acaena masafuerana ingår i släktet taggpimpineller, och familjen rosväxter. Inga underarter finns listade i Catalogue of Life.